# Hiroko Kokubu
Hiroko Kokubu (jap. 国府 弘子, Kokubu Hiroko; * 26. August 1959 in Shibuya, Präfektur Tokio) ist eine japanische Jazzmusikerin (Piano, Komposition) und Fernseh- und Hörfunkmoderatorin. 
Kokubu absolvierte zunächst eine klassische Klavierausbildung am Kunitachi College of Music, wo sie sich auf die Interpretation von Chopin und Ravel spezialisierte, bevor sie sich dem Jazz zuwendete. Mitte der 1980er Jahre weilte sie in den USA, um 1988 und 1989 als Nachrichtensprecherin für CNN und dann in Japan als Radio- und Fernsehmoderatorin zu arbeiten.
1984 trat sie beim New York Women's Jazz Festival mit dem Quartett von Carol Sudhalter auf, 1990 beim Jakarta Jazz Festival mit eigenem Quintett. Ihr Debütalbum veröffentlichte sie 1987. Weitere Alben folgten, häufig mit ihrem Trio, zwei im Duo mit dem Gitarristen Kiyotsugu Amano. 2015 trat sie mit Lee Ritenour, Ivan Lins und Nathan East beim Kawasaki Jazz auf.

## Diskographische Hinweise
- Light & Color (JVC 1991)
- Diary (JVC 1998)
- Piano Anniversary (Victor 2001)
- New York Uncovered (JVC 2004)
- Bridge (JVC 2005, mit Alex Acuña, Ramon Stagnaro, Abraham Laboriel, Gary Herbig, Tom Coster, Greg Adams, Andy Narell)[6]
- Summer Selection (JVC 2006)
- Piano Iccho! (Victor 2015)